# Kraftwerk Kamburu
Das Kraftwerk Kamburu (englisch Kamburu power station) ist ein Laufwasserkraftwerk auf der Grenze zwischen den Countys Embu und Machakos in Kenia. Es ist am längsten Fluss Kenias, dem Tana, gelegen.
Mit dem Bau des Kraftwerks wurde am 29. Juni 1971 begonnen. Das Kraftwerk wurde am 5. Juli 1974 in Betrieb genommen. Es ist im Besitz der Kenya Electricity Generating Company (KenGen) und wird auch von KenGen betrieben. Kamburu war nach dem Kraftwerk Kindaruma das zweite größere Wasserkraftwerk, das nach der Unabhängigkeit Kenias errichtet wurde.

## Absperrbauwerk
Das Absperrbauwerk besteht aus einem Staudamm mit einer Höhe von 56 m. Die Länge der Dammkrone beträgt 900 m. Der Staudamm verfügt über eine Hochwasserentlastung mit vier Toren.

## Stausee
Bei Vollstau erstreckt sich der Stausee über eine Fläche von rund 60 km² und fasst 123 Mio. m³ Wasser. Er begrenzt den Süden und den Osten des Mwea National Reserve.

## Kraftwerk
Das Kraftwerk Kamburu ist mit einer installierten Leistung von 94,2 MW eines der mittelgroßen Wasserkraftwerke in Kenia. Die durchschnittliche Jahreserzeugung schwankt mit der Wasserführung des Tana: sie lag im Jahre 2008 bei 348 Mio. kWh und im Jahre 2007 bei 489 Mio. kWh.
Die Internationale Bank für Wiederaufbau und Entwicklung (IBRD) schätzte die durchschnittliche Jahreserzeugung vor Errichtung des Kraftwerks auf 355 Mio. kWh, wobei aber zu berücksichtigen ist, dass zu diesem Zeitpunkt das Kraftwerk Masinga mit seinem Speichersee noch nicht errichtet war. Der Stausee Masinga spielt eine wesentliche Rolle für die Regulierung des Wasserflusses der flussabwärts gelegenen Kraftwerke.
Die drei Maschinen des Kraftwerks wurden am 5. Juli 1974 in Betrieb genommen. Die Francis-Turbinen des Kraftwerks leisten jede maximal 31,4 MW und die Generatoren 37 MVA. Die Turbinen wurden von Litostroj geliefert, die Generatoren von der Končar Group.
Die maximale Fallhöhe beträgt 82 m.

## Sonstiges
Die Gesamtkosten für das Kraftwerk beliefen sich auf 47 Mio. USD. Die IBRD schätzte die Gesamtkosten des Projekts (inklusive einer 220 kV-Leitung mit 104,5 km Länge nach Nairobi und einer 132-kV-Leitung mit 14,5 km Länge zum Kraftwerk Kindaruma) im Februar 1971 auf 37,469 Mio. USD.
Die IBRD gewährte der Tana River Development Company Limited am 7. Juni 1971 einen Kredit in Höhe von 23 Mio. USD für die Errichtung des Kraftwerks. Dabei wurden folgende Annahmen zur Deckung der Kapitalkosten getroffen: Verkauf des erzeugten Stroms für 3 US-cents pro kWh sowie Abschreibung des Staudamms über 80 Jahre und der elektrischen und mechanischen Anlagenteile über 30 Jahre.
Das Kraftwerk ist Teil einer Kette von fünf Wasserkraftwerken am Tana – Masinga, Kamburu, Gitaru, Kindaruma und Kiambere – die zusammen eine installierte Leistung von 567 MW haben. In den 1970er-Jahren wurden Machbarkeitsstudien für den Ausbau der Wasserkraft am Tana durchgeführt, die eine Kaskade von elf Kraftwerken vorsahen. Davon wurden aber bisher nur die obigen fünf realisiert.